# نووی ریخنوو
نووی ریخنوو (به چکی: Nový Rychnov) یک منطقهٔ مسکونی در جمهوری چک است که در ناحیه پلهریموو واقع شده‌است. نووی ریخنوو ۳۱٫۰۱ کیلومتر مربع مساحت و ۱٬۰۴۴ نفر جمعیت دارد و ۵۹۶ متر بالاتر از سطح دریا واقع شده‌است.